# Bataille de Salta
 (février 2025).
Guerres d'indépendance en Amérique du Sud
Batailles
- Suipacha
- Las Piedras
- Huaqui
- Tucumán
- Cerrito
- Salta
- Campagne Admirable
- Ayohuma
- Buceo
- La Puerta (1814)
- Rancagua
- Sipe-Sipe
- Carthagène
- Chacabuco
- La Puerta (1818)
- Maipú
- Vargas
- Boyacá
- Valdivia
- Carabobo
- Yaguachi
- Pichincha
- Lac Maracaibo
- Junín
- Ayacucho

La bataille de Salta eut lieu le 20 février 1813 sur la plaine de Castañares, près de la ville de Salta, au cours des guerres d'indépendance en Amérique du Sud. Les forces républicaines argentines de l'armée du Nord, dirigées par le général Manuel Belgrano, y battirent pour la deuxième fois, après leur victoire à Tucumán, les royalistes espagnols commandés par le général Pío de Tristán. Celui-ci présenta la reddition de son armée après cette bataille.

## Contexte
Belgrano avait profité de la victoire à Tucumán pour renforcer son armée. En quatre mois, il améliore la discipline de ses troupes, améliore l’entraînement et recrute suffisamment d’hommes pour dupliquer leur nombre. L’artillerie abandonnée par Tristán lors de la bataille précédente a aidé Belgrano à combler son manque d’équipement. Début janvier, il a entamé une lente marche vers Salta. Le 11 février, sur les rives du Juramento, l’armée a prêté serment de loyauté à l’Assemblée de l’Année XIII qui avait entamé des sessions à Buenos Aires quelques jours auparavant, ainsi qu’au drapeau national.
Tristán, dans l’intervalle, avait pris le temps de fortifier le col de Portezuelo, le seul accès à la ville à travers les collines du sud-est, un avantage tactique qui rendrait la tentative impossible, à l’exception de la connaissance de la région que les nouveaux conscrits apportaient aux rebelles. Le capitaine Apolinario Saravia, un local de Salta, a offert de guider l’armée à travers un chemin élevé qui menait à Chachapoyas, ce qui leur permettrait de se connecter à la route du nord qui allait à Jujuy, dans une zone où il n’y avait pas de fortifications similaires. Sous couvert de pluie, l’armée rebelle a fait une marche lente à travers le terrain accidenté, entravée par la difficulté de déplacer l’équipement et l’artillerie. Le 18 février, ils atteignaient un champ où ils campaient, tandis que le capitaine, déguisé en wrangler indigène, guidait un train muletier chargé de bois de chauffage jusqu’à la ville, avec l’intention de reconnaître les positions prises par l’armée de Tristán. Une compagnie de bénévoles dirigée par une noble locale, Martina Silva de Gurruchaga, est également arrivée pour soutenir Belgrano.

## Bataille
Le 19 grâce au renseignement militaire intelligent de Saravia, l’armée marcha le matin avec l’intention d’attaquer les troupes ennemies le lendemain matin à l’aube. Tristán reçut des nouvelles de l’avance, et plaça ses troupes pour résister, plaçant une colonne de fusiliers sur le flanc de la colline de San Bernardo, renforça son flanc gauche et plaça les 10 pièces d’artillerie qu’il avait. Le matin du 20 février, il ordonna une marche en formation, avec les fantassins au centre, une colonne de cavalerie sur chaque flanc et une forte réserve dirigée par Martín Dorrego. La première rencontre est allée pour les défenseurs, car la cavalerie du flanc gauche a eu du mal à atteindre les tireurs ennemis en raison du terrain très escarpé. Avant midi, Belgrano ordonna une attaque des réserves sur ces positions, tandis que l’artillerie utilisait des boites à mitraille sur l’ennemi. Dorrego, à la tête de la cavalerie a conduit une avance vers la clôture qui entourait la ville. La tactique a été couronnée de succès ; colonnes d’infanterie sous le commandement de Carlos Forest, Francisco Pico et José Superí brisaient les lignes ennemies et entrèrent dans les rues de la ville, fermant la retraite royaliste sur le centre. La retraite a été entravée par la même clôture qu’ils avaient érigée dans le cadre de leurs fortifications. Enfin, ils se sont rassemblés sur la place principale, où Tristán a décidé de se rendre, retentissant la sonnerie des cloches de l’église. Un envoyé négocia avec le général Belgrano pour que le lendemain, les royalistes abandonnent la ville en formation, avec les honneurs de la guerre, après avoir renoncé à leurs armes. Belgrano a garanti leur intégrité et leur liberté en échange de jurer de ne pas lever les armes contre les rebelles. Tristán changera plus tard de camp et se battra pour les indépendantistes en Bolivie. Les prisonniers capturés avant la reddition furent libérés plus tard en échange des hommes que  Goyeneche s’était capturé dans le Haut-Pérou. Le gouverneur Feliciano Chiclana a placé une croix en bois sur la tombe commune où les 480 troupes royalistes et 103 soldats indépendantistes ont été enterrés avec l’inscription « A los vencedores y vencidos » (« Aux vainqueurs et aux vaincus »). Aujourd’hui, l’endroit est marqué par le monument du 20 février, conçu en pierre d’une carrière locale. Les reliefs sur les côtés ont été conçus par le célèbre sculpteur et local salteña Lola Mora.
L’armée de Belgrano continuerait vers le nord, pour combattre les forces de Joaquín de la Pezuela. Deux défaites majeures à  Vilcapugio et  Ayohuma, mentrait la deuxième campagne de l’Armée du Nord. Les 2 786 hommes restant avec Tristán se rendent le lendemain, abandonnant plus de 2 000 mousquets, épées, pistolets, carabines, 10 canons et leurs fournitures. La générosité de Belgrano, qui embrassa Tristán, lui permettait de garder ses symboles de commandement – ils étaient des amis personnels, ayant été camarades de classe à l’Université de Salamanque, été colocataires dans Madrid et aimait la même femme - causerait la surprise à Buenos Aires, mais la victoire décisive a fait taire les critiques et lui a valu un prix de 40.000 pesos accordé par l’Assemblée. Belgrano a refusé, demandant que l’argent soit utilisé à la place pour construire des écoles à Tucumán, Salta, Jujuy et Tarija.

## Conséquences
À la suite du triomphe patriotique à la bataille de Salta, toute l’armée royaliste fut tuée ou placée en captivité, les 3 398 combattants, 2 autres généraux, 7 chefs, 117 officiers et 2 023 hommes se sont rendus le lendemain, livrant 2 188 fusils, 1 096 baïonnettes, 156 épées, 17 carabines, 10 canons et 6 pistolets, ainsi que tout le parc de guerre et trois drapeaux royaux. Sont tués plus 419 soldats et 14 officiers sont blessés. La bataille de Salta a été le couvercle dans lequel pour la première fois la patrie a été enflammée dans une action de guerre et s’est avérée une nouvelle victoire importante pour les révolutionnaires. À la suite de ce triomphe, les armées royalistes furent arrêtées dans leur avance vers le sud et ces terres ne furent plus jamais récupérées pour la vice-royauté. Les triomphes de Tucumán et Salta ont permis la reprise du Haut-Pérou par les Rioplatenses. Díaz Vélez, à la tête de l’avant-poste victorieux de l’armée lors de la deuxième campagne dans le Haut-Pérou, rentra triomphalement dans la ville de Potosí le 7 mai 1813.

## Sources
- (es) Pablo Camogli et Luciano de Privitellio, Batallas por la Libertad, Aguilar, 2005 (ISBN 978-9-870-40105-6)